# Бронвен Нокс
Бронвен Нокс  (англ. Bronwen Knox, *16 квітня 1986, Брисбен, Австралія) — австралійська ватерполістка, олімпійська медалістка.

## Виступи на Олімпіадах
| Олімпіада   | Дисципліна | Місце |
| ----------- | ---------- | ----- |
| Пекін 2008  | водне поло | 3     |
| Лондон 2012 | водне поло | 3     |